# Kallenahalli, Holenarsipur
Kallenahalli là một làng thuộc tehsil Holenarsipur, huyện Hassan, bang Karnataka, Ấn Độ.